# Karin Salgado
Karin Carolina Salgado Molina (14 de diciembre de 1978-12 de noviembre de 2019) fue una técnica en enfermería de nivel superior (TENS) chilena, que se suicidó el 12 de noviembre de 2019, después de sufrir acoso laboral en el hospital Herminda Martín de Chillán. Su suicidio motivó la creación de la ley 21.643, también conocida como "Ley Karin", que busca mejorar la prevención, investigación y sanción del acoso laboral, sexual y violencia en el trabajo en Chile.

## Biografía
Luego de estudiar en un liceo comercial, Karin Salgado estudió Técnico en Enfermería.
Trabajó 14 años en el hospital Herminda Martín de Chillán. En enero de 2018, el hospital inició un sumario por una denuncia de hurto de insumos, donde ella fue llamada a declarar como testigo.Luego de declarar, recibió una ola de malos tratos, fue suspendida 30 días de su trabajo y tuvo una anotación de demérito.
En febrero de 2019, fue trasladada a la bodega de farmacia y su sueldo, inicialmente de 599 mil pesos, fue recortado en un 50%.Escribió una carta a la Contraloría General de la República pero su apelación fue rechazada.

## Muerte
Se suicidió el 12 de noviembre de 2019 a la edad de 40 años.

## Consecuencias legales
Su suicidio motivó la creación de la ley 21.643 en Chile, también conocida como "Ley Karin", que busca mejorar la prevención, investigación y sanción del acoso laboral, sexual y violencia en el trabajo.